# Robert Maillart
Robert Maillart (Berna, 6 de fevereiro de 1872 — Genebra, 5 de abril de 1940) foi um engenheiro civil suíço que revolucionou o uso do concreto armado estrutural com projetos como o arco de três dobradiças e o arco reforçado para pontes, e a laje sem vigas e o teto cogumelo para edifícios industriais. Suas pontes Salginatobel (1929-1930) e Schwandbach (1933) mudaram drasticamente a estética e a engenharia da construção de pontes e influenciaram décadas de arquitetos e engenheiros depois dele. Em 1991, a Ponte Salginatobel foi declarada Patrimônio Histórico Internacional da Engenharia Civil pela Sociedade Americana de Engenheiros Civis.

## Pontes
- Ponte Tavanasa
- Ponte Arve
- Ponte Zuoz
- Ponte Stauffacher
- Ponte Salginatobel
- Ponte Schwandbach
- Ponte Bohlbach
- Ponte Rossgraben
- Ponte Traubach